# Riccardo Giacconi
Riccardo Giacconi (født 6. oktober 1931, død 9. december 2018) var en italiensk-amerikansk astrofysiker, der etablerede røntgenastronomi. Han var ansat som professor på Johns Hopkins University, og han modtog en delt nobelprisi fysik i 2002.